# العلاقات بين هونغ كونغ وسنغافورة
هونغ كونغ (المنطقة الإدارية الخاصة لجمهورية الصين الشعبية) وجمهورية سنغافورة مستعمرتان بريطانيتان سابقتان حافظتا على علاقات تجارية منذ القرن التاسع عشر، وأصبح كلاهما مركزًا ماليًا مهمًا، ولدى الدولتين بعثات دبلوماسية ومكاتب تجارية لتعزيز علاقاتهما الثنائية.
بالإضافة إلى تمثيلها من قبل السفارة الصينية، تدير حكومة هونغ كونغ أيضًا مكتب هونغ كونغ الاقتصادي والتجاري في سنغافورة. بالإضافة إلى سفارتها في بكين، لدى سنغافورة قنصلية عامة في هونغ كونغ. عندما كانت هونغ كونغ تحت الحكم البريطاني، كانت تُعرف بلجنة سنغافورة.

## التاريخ
بدأت سنغافورة وهونغ كونغ التجارة في القرن التاسع عشر. وفقًا للصحف في هونغ كونغ، كانت فكرة التنافس بين هونغ كونغ وسنغافورة موجودة منذ القرن العشرين. في عام 1923، نشرت الرابطة اليابانية لسنغافورة كتابًا عنوانه «مقدمة سنغافورة»، والذي أظهر وجود علاقات تجارية بين هونغ كونغ وسنغافورة ووجود سفن تجارية يابانية تعمل على طرق بين هونغ كونغ وسنغافورة.
كان سيسيل كليمنتي حاكم هونغ كونغ بين عامي 1925 و1930 وحاكم مستوطنات المضيق بين عامي 1930 و1934
عندما كانت كل من هونغ كونغ وسنغافورة تحت الحكم البريطاني، كان بعض المسؤولين يشغلون منصب حاكم هونغ كونغ قبل أن يصبحوا حكامًا لمستوطنات المضيق (أو سنغافورة لاحقًا) أو العكس.
مثلًا، كان سيسيل كليمنتي حاكم هونغ كونغ بين عامي 1925 و1930 وحاكم مستوطنات المضيق بين عامي 1930 و1934. كان روبرت بلاك حاكم سنغافورة بين عامي 1955 و1957، وحاكم هونغ كونغ بين عامي 1958 و1964.
بالإضافة إلى ذلك، فرضوا لاحقًا في كل مستعمرة الممارسات ذاتها التي فرضوها في المستعمرة الأخرى. مثلًا، عندما كان كليمنتي حاكم مستوطنات المضيق، عيّن صينيين في المجلس التنفيذي لمستوطنات المضيق، وهذا ما كان أيضًا في المجلس التنفيذي لهونغ كونغ.
وبطريقة مشابهة، عندما كان بلاك حاكمًا لهونغ كونغ، طبق قانون توطين الخدمة المدنية في هونغ كونغ، مثلما حدث في سنغافورة. عين سكانًا محليين في هونغ كونغ ليصبحوا مسؤولين رفيعي المستوى في حكومة هونغ كونغ.
زار لي كوان يو، الذي أصبح رئيسًا لوزراء سنغافورة في عام 1959، هونغ كونغ عدة مرات خلال فترة توليه المنصب، وأعرب عن آرائه المتعلقة بالتطور السياسي لهونغ كونغ. في عام 1984، جرى التوقيع على الإعلان الصيني البريطاني المشترك بين الصين والمملكة المتحدة، ونص الإعلان على أن الصين ستسيطر على هونغ كونغ في 1 يوليو 1997، ما حفز موجات هجرة جماعية من هونغ كونغ. حددت حكومة سنغافورة بعد ذلك حصة قدرها 25,000 تأشيرة هجرة عائلية لأشخاص في هونغ كونغ.
في عام 1997، فر تانغ ليانغ هونج، زعيم حزب العمال في سنغافورة إلى أستراليا. نُشِر كتاب مذكرات تانغ ليانغ هونج في أثناء إقامته في هونغ كونغ بمساعدة الجامعة الصينية في هونغ كونغ. في عام 2000، منحت جامعة هونغ كونغ الصينية درجة الدكتوراه الفخرية للي كوان يو، على الرغم من استياء اتحاد الطلاب في الجامعة. وضعت النقابة عريضة تطالب الجامعة بإلغاء القرار.
في 17 سبتمبر 2014 ، زار لي هسين لونغ، رئيس وزراء سنغافورة، هونغ كونغ، والتقى مع ساي ليانغ، رئيس هونغ كونغ التنفيذي. تحدث ساي ليانغ ولي هسين لونغ عن التعاون والتفاعل بين هونغ كونغ وسنغافورة، وتضمن ذلك الإسكان وتخطيط استخدام الأراضي والبنية التحتية. نظم ساي ليانغ أيضًا مأدبة احتفالًا بلي هسين لونغ.
بعد وفاة لي كوان يو في 23 مارس 2015، أعرب ليانغ عن تعازيه بوفاة لي برسالة إلى ابنه، لي هسين لونغ، رئيس وزراء سنغافورة.
في 30 يونيو 2015، حُكم على آموس يي، المدون السنغافوري، بالسجن لمدة أربعة أسابيع بسبب تحميل مقطع فيديو ينتقد لي كوان يو. احتجت نقابات طلابية من ثماني جامعات في هونغ كونغ قرب القنصلية العامة لسنغافورة في هونغ كونغ لحث حكومة سنغافورة على إطلاق سراح آموس يي.